# 都裕次郎
都 裕次郎（みやこ ゆうじろう、1959年2月25日 - ）は、滋賀県大津市出身の元プロ野球選手（投手）、スコアラー、野球指導者。

## 経歴

### プロ入り前
当時の滋賀県滋賀郡堅田町（現大津市）真野で出生し、農業を営む父が映画スターの石原裕次郎ファンであったため、「裕次郎」と命名された。当人によると、最初は祖父が名付けた「定成」（さだなり）に決まっていたが、役所に届ける寸前で父が独断で急遽、裕次郎に変えたという。
大津市立真野小学校時代は野球は近所の仲間と遊びでやったり、町内会でソフトボールをやったりする程度だったが、大津市立堅田中学校時代に本格的に野球を始め、滋賀県立堅田高等学校時代は、硬式野球部に所属しエースとして活躍。滋賀県大会で当時の記録となる7連続三振を記録したが、甲子園大会への出場はなく全国的には無名の存在であった。
1976年のプロ野球ドラフト会議において、中日ドラゴンズから1位指名され入団。滋賀県内の高校生として初のドラフト1位指名となった。

### 現役時代
プロ入り当時の投手コーチであった権藤博からは、「とてもプロで続けられるフォームではない」と言われた。選手の個性を重んじ投球フォームに口を出さないことで知られた権藤が、都に対してはフォーム矯正を施した。このフォーム矯正が功を奏し、速球とスライダーを武器に頭角を現し、1978年の第15回ジュニアオールスターゲームに出場。
1979年に一軍デビューし2勝を挙げた。
1981年には、先発ローテーションに定着し、夏場以降は失速し中継ぎになったものの初めて規定投球回に到達。
1982年、オールスターゲームに出場。同年は16勝5敗、勝率.762で最高勝率を記録し、中日のリーグ優勝に大きく貢献した。同年の西武との日本シリーズでは4試合に登板。第2戦で先発するが、先頭打者だった石毛宏典の打球が足に当たり降板。翌々日の第3戦も先発するが、1回に2点を失い、2回途中で交代を余儀なくされた。
1983年は、一時リリーフに回ったこともあり6勝止まりであった。
1984年は、開幕7連勝を含む13勝をマークした。
1985年以降は腰痛や肩の怪我に苦しむ。
1986年には2勝を挙げた。
1989年限りで現役を引退した。

### 現役引退後
引退後は中日球団に残り、打撃投手やスコアラーを務めた。
2001年にはテレビ愛知のゲスト解説者を務めた。
2002年のシーズン途中に二軍投手コーチに就任。
2003年限りで退任。
2004年からは中日スカウトを務めた。
2007年からは再びスコアラーとなった。チーム付のスコアラーであり、野球中継では都のコメントがリポートされることがあった。その後はチーフスコアラーに昇格した。
2017年11月の秋季キャンプからは二軍投手コーチに就任し、背番号は88となった。なお後任のチーフスコアラーは佐藤秀樹が就任した。
2018年シーズン後に退任し、2019年から再びスコアラーに復帰したが、以前のチーフではなく映像担当兼任スコアラーとなった。
2022年からは査定担当へ異動。
2023年限りで退団

## 選手としての特徴
プロ野球の珍プレーといえば、同期入団の宇野勝のイメージが定着しているが、実は都自身も多く、ランナー無しの時に無人の二塁ベース上に牽制球を投げたり、カーブの握りのまま牽制球を投げたことがある。

## 人物
少年時代は巨人ファンで、特に王貞治のファンだった。中学2年の時に左投げ右打ちだったのを左投げ左打ちに変えたのも王の影響からだった。
次男は2020年に愛知県立小牧南高等学校のエースとして活躍し、高校卒業後は日本福祉大学で野球部に所属している。

## 詳細情報

### 年度別投手成績
| 年 度      | 球 団      | 登 板 | 先 発 | 完 投 | 完 封 | 無 四 球 | 勝 利 | 敗 戦 | セ 丨 ブ | ホ 丨 ル ド | 勝 率 | 打 者 | 投 球 回 | 被 安 打 | 被 本 塁 打 | 与 四 球 | 敬 遠 | 与 死 球 | 奪 三 振 | 暴 投 | ボ 丨 ク | 失 点 | 自 責 点 | 防 御 率 | W H I P |
| ---------- | ---------- | ----- | ----- | ----- | ----- | -------- | ----- | ----- | -------- | ----------- | ----- | ----- | -------- | -------- | ----------- | -------- | ----- | -------- | -------- | ----- | -------- | ----- | -------- | -------- | ------- |
| 1979       | 中日       | 25    | 2     | 0     | 0     | 0        | 2     | 2     | 3        | --          | .500  | 201   | 50.1     | 38       | 3           | 18       | 1     | 0        | 37       | 0     | 0        | 19    | 14       | 2.50     | 1.11    |
| 1980       | 中日       | 19    | 5     | 2     | 0     | 0        | 3     | 1     | 0        | --          | .750  | 216   | 48.1     | 50       | 6           | 19       | 0     | 0        | 33       | 0     | 0        | 22    | 15       | 2.79     | 1.43    |
| 1981       | 中日       | 36    | 24    | 0     | 0     | 0        | 6     | 8     | 1        | --          | .429  | 567   | 131.1    | 140      | 24          | 44       | 4     | 1        | 84       | 1     | 0        | 75    | 65       | 4.45     | 1.40    |
| 1982       | 中日       | 43    | 29    | 8     | 2     | 2        | 16    | 5     | 0        | --          | .762  | 919   | 221.1    | 211      | 28          | 59       | 5     | 6        | 141      | 5     | 1        | 85    | 77       | 3.13     | 1.22    |
| 1983       | 中日       | 43    | 14    | 2     | 1     | 1        | 6     | 9     | 5        | --          | .400  | 535   | 126.0    | 139      | 24          | 32       | 9     | 2        | 64       | 1     | 0        | 68    | 64       | 4.57     | 1.36    |
| 1984       | 中日       | 34    | 26    | 5     | 1     | 0        | 13    | 8     | 1        | --          | .619  | 803   | 187.2    | 201      | 34          | 57       | 2     | 4        | 96       | 1     | 0        | 93    | 85       | 4.08     | 1.37    |
| 1985       | 中日       | 7     | 3     | 0     | 0     | 0        | 0     | 2     | 0        | --          | .000  | 108   | 25.1     | 22       | 3           | 12       | 0     | 0        | 15       | 0     | 0        | 13    | 9        | 3.20     | 1.34    |
| 1986       | 中日       | 23    | 2     | 0     | 0     | 0        | 2     | 1     | 0        | --          | .667  | 171   | 40.2     | 30       | 3           | 20       | 2     | 0        | 28       | 0     | 0        | 17    | 15       | 3.32     | 1.23    |
| 1988       | 中日       | 12    | 0     | 0     | 0     | 0        | 0     | 0     | 0        | --          | ----  | 49    | 11.1     | 10       | 0           | 4        | 0     | 1        | 8        | 0     | 0        | 7     | 4        | 3.18     | 1.24    |
| 1989       | 中日       | 1     | 0     | 0     | 0     | 0        | 0     | 0     | 0        | --          | ----  | 10    | 2.0      | 5        | 0           | 0        | 0     | 0        | 1        | 0     | 0        | 2     | 2        | 9.00     | 2.50    |
| 通算：10年 | 通算：10年 | 243   | 105   | 17    | 4     | 3        | 48    | 36    | 10       | --          | .571  | 3579  | 844.1    | 846      | 125         | 265      | 23    | 14       | 507      | 8     | 1        | 401   | 350      | 3.73     | 1.32    |

- 各年度の太字はリーグ最高

### タイトル
- 最高勝率：1回 （1982年）

### 記録
初記録
- 初登板：1979年8月2日、対横浜大洋ホエールズ18回戦（ナゴヤ球場）、6回表2死に2番手で救援登板、2/3回無失点
- 初奪三振：同上、7回表に長崎慶一から
- 初先発登板：1979年8月18日、対阪神タイガース18回戦（ナゴヤ球場）、4回3失点（自責点2）
- 初セーブ：1979年8月30日、対読売ジャイアンツ21回戦（後楽園球場）、7回裏に2番手で救援登板・完了、3回無失点
- 初勝利：1979年9月20日、対ヤクルトスワローズ23回戦（草薙球場）、5回裏に2番手で救援登板、4回無失点
- 初先発勝利：1980年9月28日、対阪神タイガース22回戦（阪神甲子園球場）、8回1/3無失点
- 初完投勝利：1980年10月19日、対ヤクルトスワローズ24回戦（草薙球場）、9回2失点
- 初完封勝利：1982年4月7日、対阪神タイガース3回戦（ナゴヤ球場）

その他の記録
- オールスターゲーム出場：1回 （1982年）

### 背番号
- 28（1977年 - 1989年）
- 90（1990年）
- 85（2003年）
- 88（2018年）